# Future (rapero)
Nayvadius DeMun Cash (Atlanta, Georgia; 20 de noviembre de 1983), conocido por su nombre artístico Future, es un Cantante, Productor, Cantautor, Compositor y Rapero estadounidense. Conocido por su estilo vocal de murmullos y su prolífica producción, Future es acreditado como pionero en el uso de melodías con Auto-Tune en el hip-hop y el trap. Debido a la popularidad sostenida de este estilo musical, se le considera comúnmente como uno de los raperos más influyentes de su generación.
Después de lanzar una serie de mixtapes moderadamente exitosos entre 2010 y 2011, Future firmó con la compañía discográfica Epic Records.
Posteriormente Future comenzó a trabajar en su álbum debut Pluto, y en abril de 2012 lanzó el álbum alcanzando críticas positivas. El álbum tuvo cinco sencillos, todos los cuales llegaron a las mejores posiciones del conteo Billboard Hot 100. Posteriormente en noviembre, Future lanzó su continuación del anterior álbum el cual tituló como Pluto 3D. Su segundo álbum Honest, fue lanzado en abril de 2014. Lanzó inesperadamente su tercer álbum, DS2, en julio de 2015, con el que alcanzó el primer lugar en el Billboard 200.
Future haría dos álbumes con el productor Metro Boomin llamados "WE DON'T TRUST YOU" y "WE STILL DON'T TRUST YOU", los dos álbumes alcanzarían altos niveles de popularidad y lograrían obtener el primer puesto en el Billboard top 200 en su semana de lanzamiento, las canciones más conocidas serían "Like That" (Proveniente de WE DON'T TRUST YOU, teniendo como artista destacado a Kendrick Lamar) "Type S**t" (proveniente de WE DON'T TRUST YOU, teniendo como artistas destacados a Playboi Carti y a Travis Scott) y "We Still Don't Trust You" (proveniente del álbum homónimo, teniendo como artista destacado a Abel Tesfaye más conocido como The Weeknd)

## Vida y carrera

### 1983–2010: Inicios y carrera temprana
Future nació en Atlanta, Georgia. Su nombre artístico se produjo después de que miembros del colectivo musical The Dungeon Family le llamaran "El Futuro". Su primo hermano, el productor Rico Wade, le animó a afilar sus habilidades de escritura y seguir una carrera como rapero. Asistió a Columbia High School. Future expresa su alabanza de la influencia y la instrucción musical de Wade, llamándolo el "cerebro" detrás de su sonido. Pronto quedó bajo el ala del propio Rocko de Atlanta que lo fichó para su sello A-1 Grabaciones. Desde entonces, su ética de trabajo le ha llevado a su éxito. De 2010 a principios de 2011, Future lanzó una serie de mixtapes incluyendo 1000, Dirty Sprite y verdadera historia. Esta última incluía el sencillo "Tony Montana ", en referencia a la película Scarface. Durante este tiempo, Future también se asoció con Gucci Mane en los ladrillos gratis álbum de colaboración y escribió YC 's única.

### 2011–12: Epic Records &Pluto
Future firmó con la disquera Epic Records en septiembre de 2011, días antes que saliera su nueva recopilación, Streetz Calling. La recopilación fue descrita por la revista XXL como "alardes simples y ruidosos", "sonidos futuristicos para drogarse y embriagarse" y también como "historias de tiempos difíciles". Una crítica de Pitchfork dijo que la nueva compilación de Future es "lo más cerca que alguien a perfeccionado cantar y rapear, hablar 100% a través de autotune no se significa que no puedas hablar de vender drogas. Se sentiría anticuado si Future no estaría trayendo estas nuevas dimensiones a su micro-género"

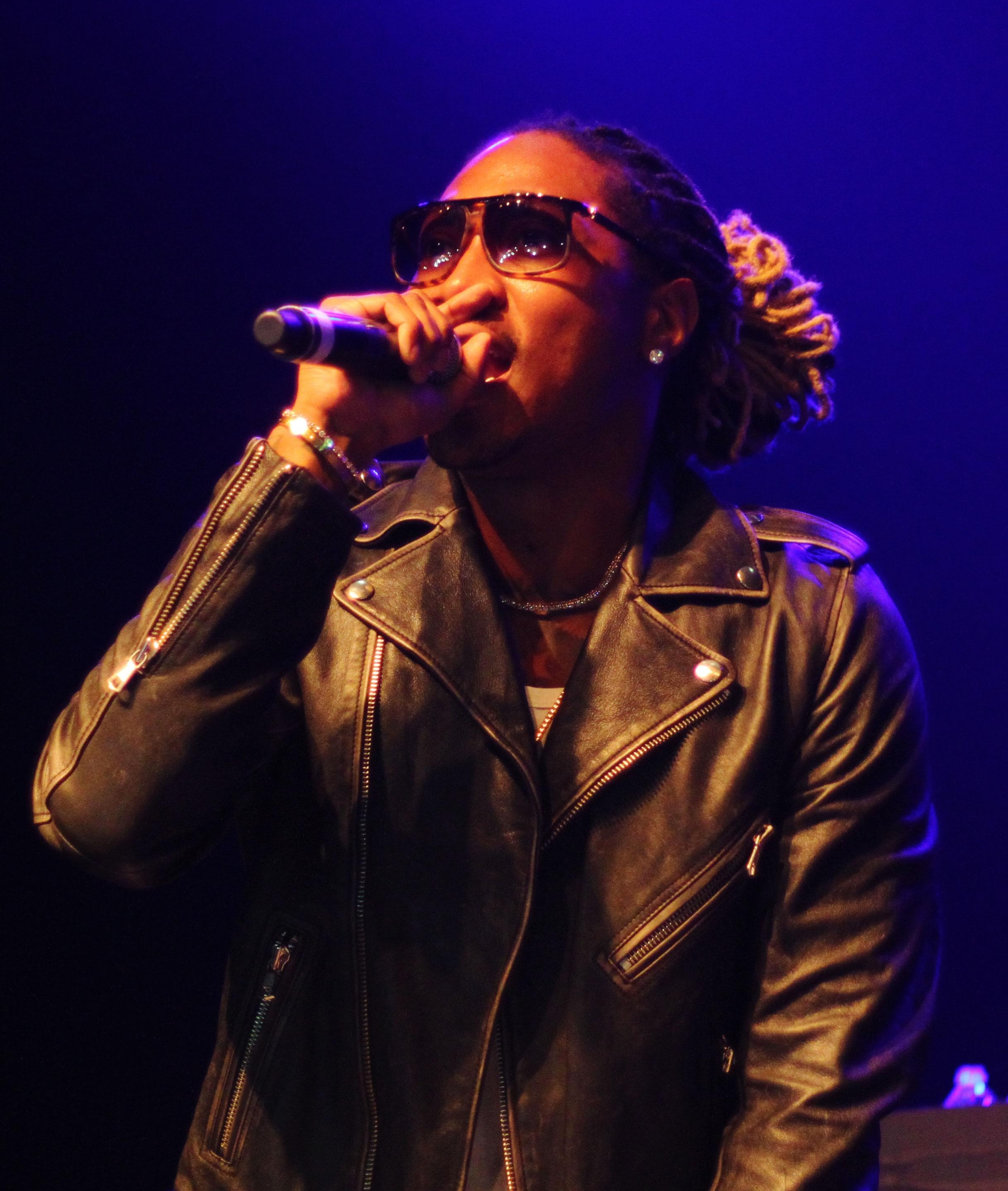
Future (Rapero)

"Aunque Future le dijo a MTV que "Streetz Calling" sería su última recopilación hasta que saliera su disco, otra recopilación, "Astronaut Status" salió en enero de 2012. En diciembre de 2011 Future fue puesto en la portada de la revista #77 de The FADER. Antes que su nuevo disco saliera en abril de 2012, Troy Mathews de XXL escribió, "Mientras que Astronaut Status sube y baja y nunca llega a puntos altos como "Racks" "Tony Montana" y "Magic" que los seguidores esperan de Future, es aparente que está listo para continuar la conmoción que empezó en el 2011 trayéndolo al 2012." Future fue seleccionado para la lista anual XXL Freshman a principios del 2012

## Discografía

### Álbumes de estudio
- Pluto (2012)
- Honest (2014)
- DS 2 (2015)
- Evol (2016)
- Future (2017)
- Hndrxx (2017)
- Future Hndrxx Presents: The Wizrd (2019)
- High Off Life (2020)
- Pluto × Baby Pluto con Lil Uzi Vert (2020)
- I Never Liked You (2022)
- We Don't Trust You con Metro Boomin (2024)
- We Still Don't Trust You con Metro Boomin (2024)
- Mixtape Pluto (2024)

### Álbumes recopilatorios
- Atlanta In Me (2015)

### Extended plays
- Free Bricks 2: Zone 6 Edition con Gucci Mane (2016)
- Save Me (2019)